# Stojan Petrow
Stojan Petrow (* 31. März 1956 in Kruschari) ist ein ehemaliger bulgarischer Radrennfahrer.

## Sportliche Laufbahn
Petrow war im Bahnradsport aktiv. Er war Teilnehmer der Olympischen Sommerspiele 1980 in Moskau. Im 1000-Meter-Zeitfahren belegte er beim Sieg von Lothar Thoms den 12. Platz.